# Al-Bahri Sport Club
O Al-Bahri Sport Club é um clube de futebol com sede em Baçorá, Iraque. A equipe compete no Campeonato Iraquiano de Futebol.

## História
O clube foi fundado em 1976.